# 皮景和
皮 景和（ひ けいわ、521年 - 575年）は、中国の東魏・北斉の軍人。本貫は琅邪郡下邳県。

## 経歴
北魏の淮南王開府中兵参軍事の皮慶賓の子として生まれた。父の皮慶賓は正光年間に懐朔鎮に赴いたが、六鎮の乱に遭遇して、広寧郡石門県に移住した。
景和は若い頃から敏捷で、騎射を得意とした。高歓の側近として仕えて、後に親信副都督に任ぜられた。武定2年（544年）、歩落稽を征討した。高澄は敵に伏兵があるのを疑って、景和に5、6騎を率いてある谷の中に深入りさせた。景和は敵100人あまりと遭遇すると、そのまま戦闘になだれこみ、景和は敵に応射するいとまも与えずに数十人を射たおした。かつて高歓が景和に1匹のイノシシを射させたことがあったが、景和は一箭でこれを射止めたので、高歓に賞賛され、庫直正都督に任ぜられた。
天保元年（550年）、北斉が建てられると、景和は仮節・通州刺史に任ぜられ、永寧県開国子に封ぜられた。後に庫莫奚に対する遠征に参加し、左右大都督を加えられた。また契丹を討ち、稽胡を征討した。柔然の菴羅辰を陘北で討ち、柔然の残党を平定した。景和は機動戦に巧みで、征戦のたびごとに戦功を挙げた。天保10年（559年）、安楽郡を食邑とした。廃帝が即位すると、武衛将軍となり、給事黄門侍郎を兼ねた。乾明元年（560年）、高演が大丞相となると、景和は本官のまま大丞相府従事中郎を務めた。太寧元年（561年）、儀同三司・散騎常侍・武衛大将軍に任ぜられ、まもなく開府儀同三司を加えられた。河清2年（563年）、梁州刺史として出向した。河清3年（564年）、突厥が晋陽を包囲すると、景和は後軍を率いて并州に赴いたが、到着しないうちに突厥は撤退していた。景和は左右大将軍を領し、斉郡を食邑とし、并省五兵尚書に任ぜられた。天統元年（565年）、殿中尚書に転じた。天統2年（566年）、侍中となった。武平年間、景和は刑獄のことを司り、正しく処理したので、刑罰濫用の過ちは無くなった。
後に特進・中領軍となり、広漢郡開国公に封ぜられた。武平2年（571年）、斛律光の下で北周を討ち、姚襄・白亭の二城を落とすと、永寧郡開国公の別封を受けた。領軍将軍となった。また従軍して宜陽城を抜くと、開封郡開国公に封ぜられた。琅邪王高儼が和士開を殺害し、京畿の軍士3000人を率いて千秋門に駐屯した。景和は後主に自ら千秋門に出て号令するよう請願した。事態が収拾されると、景和は尚書右僕射・趙州刺史に任ぜられた。まもなく河南行台尚書右僕射・洛州刺史に転じた。
武平4年（573年）、陳の呉明徹が淮南に侵攻すると、景和は兵を率いてこれをはばんだ。領軍大将軍に任ぜられ、文城郡王に封ぜられ、高陽郡を食邑とした。景和の軍が柤口に到着すると、地元の陳暄らが乱を起こしたので、景和はこれを鎮圧した。また陽平の鄭子饒が、仏道と称して魏・衛の間に信奉者を集め、反乱を起こした。渡河して数千人を集め、長楽王を号し、乗氏県を落として、西兗州城を襲撃しようとした。景和は南兗州から数百騎を派遣して鄭子饒を撃破し、2000人あまりを斬首し、鄭子饒を生け捕りにして鄴に送ると、かれを煮殺させた。
呉明徹が寿陽を包囲すると、景和は賀抜伏恩らとともに救援に向かった。北斉の援軍は緒戦で尉破胡が敗れたため、あえて進もうとせず、淮口に駐屯していたが、勅使がしきりに催促するため、淮水を渡りはじめた。すでに寿陽は陥落しており、北斉軍は狼狽して北方にとって返し、軍の物資の多くは遺棄された。陳の蕭摩訶が淮北の倉陵城で景和の軍を襲撃すると、景和は整然と迎撃し、蕭摩訶を退けた。この時、呉明徹と対峙した北斉の諸将の多くは潰滅的な打撃を受けたが、ただ景和のみが軍を保全して帰還したので、賞与をえて、尚書令に任ぜられ、西河郡開国公の別封を受けた。陳軍が勝利に乗じて淮水を渡ろうとしたので、景和は軍を西兗州にとどめて、これをはばんだ。武平6年（575年）、55歳で病没した。侍中・使持節・都督定恒朔幽定平六州諸軍事・太尉公・録尚書事・定州刺史の位を追贈された。
長子の皮信は、武平末年に開府儀同三司・武衛将軍となり、并州で北周に降って、上開府・軍正大夫となった。隋の開皇年間に、洮州刺史として没した。少子の皮宿達は、武平末年に太子斎帥となった。開皇年間に通事舎人となった。

## 伝記資料
- 『北斉書』巻41 列伝第33
- 『北史』巻53 列伝第41